# 고대 아일랜드어

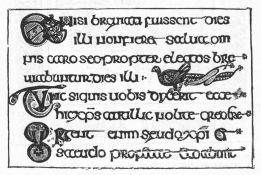

고대 아일랜드어(고대 아일랜드어: Goídelc 고이델그)는 문헌으로 남아있는 가장 오래된 고이델어를 가리키는 말이다. 기원후 600년경에서 기원후 900년경까지 사용되었다. 현재까지 보존된 문헌들은 기원후 700년경에서 기원후 850년경의 물건들이다. 기원후 900년경에는 이미 초기 형태의 중세 아일랜드어로 전환되기 시작했다. 10세기에 쓰여진 고대 아일랜드어 문헌이 발견되기도 하지만, 이것은 이전 시대의 문헌을 그대로 베껴쓴 것으로 생각된다. 고대 아일랜드어는 오늘날의 현대 아일랜드어, 맨어, 스코틀랜드 게일어의 조상 언어이다.

## 같이 보기
- 학자의 지침서